# 蔚山機場
蔚山機場（：／ Ulsan Gonghang ?）是大韓民國蔚山廣域市的對外航空交通機場。

## 年表
- 1970年11月：「蔚山飛行場」通航。大韓航空 首爾 - 蔚山就航。
- 1973年：大韓航空 首爾 - 蔚山 停飛。
- 1973年：蔚山飛行場關閉。
- 1984年：定期航路重開。
- 1992年3月：韓亞航空 首爾 - 蔚山就航。
- 1993年3月：韓亞航空 濟州 - 蔚山就航。
- 1997年12月：旅客航廈擴建。
- 2019年10月17、20日：韓國釜山航空蔚山－花蓮包機首航。

## 航空公司與航點
| 航空公司 | 目的地                     |
| -------- | -------------------------- |
| 大韓航空 | 首爾/金浦                  |
| 釜山航空 | 首爾/金浦、濟州            |
| 真航空   | 首爾/金浦                  |
| 嗨航空   | 首爾/金浦、濟州、光州/務安 |

## 外部連結
- 蔚山機場 （页面存档备份，存于）（英文）